# Arturo Kenny
Arturo Juan Kenny y Gahan (Buenos Aires, 18 juli 1880 - onbekend) was een Argentijns polospeler. Kenny was van Ierse afkomst.

## Biografie
Kenny nam deel aan de Olympische Zomerspelen van 1924 in Parijs als lid van de Argentijnse nationale poloploeg. Hij en zijn ploeg behaalden de gouden medaille. 

## Belangrijkste resultaten

### Olympische Zomerspelen
| Jaar | Plaats | Discipline | Resultaat |
| ---- | ------ | ---------- | --------- |
| 1924 | Parijs | polo       | Goud      |

1900: Beresford, Daly, Keene, Mackey, Rawlinson ·
1908: C. Miller, G. Miller, Nickalls, Wilson ·
1920: Barrett, Lockett, Melvill, Wodehouse ·
1924: Kenny, Miles, Naylor, Nelson, Padilla
1936: Andrada, Cavanagh, Duggan, Gazzotti